# Gran Premio de los Países Bajos de Motociclismo de 2024
El Gran Premio de los Países Bajos de Motociclismo de 2024 (oficialmente: Motul TT Assen) fue la octava prueba del Campeonato del Mundo de Motociclismo de 2024. Tuvo lugar en el fin de semana del 28 al 30 de junio de 2024 en el Circuito de Assen en Assen (Países Bajos).
La carrera al sprint de MotoGP fue ganada por Francesco Bagnaia, seguido de Jorge Martín y Maverick Viñales.
La carrera de MotoGP fue ganada por Francesco Bagnaia, seguido de Jorge Martín y Enea Bastianini. Ai Ogura fue el ganador de la prueba de Moto2, por delante de Fermín Aldeguer y Sergio García. La carrera de Moto3 fue ganada por Iván Ortolá, Collin Veijer fue segundo y David Muñoz tercero.
Esta prueba fue la quinta ronda doble de la Temporada 2024 del Campeonato del Mundo de MotoE. La primera carrera de MotoE fue ganada por Héctor Garzó, Óscar Gutiérrez fue segundo y Jordi Torres tercero. La segunda carrera fue ganada por Alessandro Zaccone, seguido de Óscar Gutiérrez y Héctor Garzó.

## Resultados

### Carrera sprint
| Pos.    | N.º | Piloto                | Equipo                            | Constructor | Vueltas | Tiempo        | Parrilla | Puntos |
| ------- | --- | --------------------- | --------------------------------- | ----------- | ------- | ------------- | -------- | ------ |
| 1       | 1   | Francesco Bagnaia     | Ducati Lenovo Team                | Ducati      | 13      | 19:58.090     | 1        | 12     |
| 2       | 89  | Jorge Martín          | Prima Pramac Racing               | Ducati      | 13      | +2.355        | 2        | 9      |
| 3       | 12  | Maverick Viñales      | Aprilia Racing                    | Aprilia     | 13      | +4.103        | 3        | 7      |
| 4       | 23  | Enea Bastianini       | Ducati Lenovo Team                | Ducati      | 13      | +6.377        | 11       | 6      |
| 5       | 49  | Fabio Di Giannantonio | Pertamina Enduro VR46 Racing Team | Ducati      | 13      | +8.869        | 6        | 5      |
| 6       | 33  | Brad Binder           | Red Bull KTM Factory Racing       | KTM         | 13      | +9.727        | 9        | 4      |
| 7       | 20  | Fabio Quartararo      | Monster Energy Yamaha MotoGP Team | Yamaha      | 13      | +10.828       | 13       | 3      |
| 8       | 73  | Álex Márquez          | Gresini Racing MotoGP             | Ducati      | 13      | +13.196       | 4        | 2      |
| 9       | 21  | Franco Morbidelli     | Prima Pramac Racing               | Ducati      | 13      | +13.560       | 8        | 1      |
| 10      | 31  | Pedro Acosta          | Red Bull GasGas Tech3             | KTM         | 13      | +15.972       | 10       |        |
| 11      | 72  | Marco Bezzecchi       | Pertamina VR46 Racing Team        | Ducati      | 13      | +16.036       | 15       |        |
| 12      | 88  | Miguel Oliveira       | Trackhouse Racing MotoGP          | Aprilia     | 13      | +16.082       | 17       |        |
| 13      | 43  | Jack Miller           | Red Bull KTM Factory Racing       | KTM         | 13      | +18.739       | 14       |        |
| 14      | 36  | Joan Mir              | Repsol Honda Team                 | Honda       | 13      | +21.791       | 20       |        |
| 15      | 37  | Augusto Fernández     | Red Bull GasGas Tech3             | KTM         | 13      | +22.450       | 22       |        |
| 16      | 5   | Johann Zarco          | LCR Honda Castrol                 | Honda       | 13      | +23.690       | 19       |        |
| 17      | 25  | Raúl Fernández        | Trackhouse Racing MotoGP          | Aprilia     | 13      | +24.430       | 12       |        |
| 18      | 30  | Takaaki Nakagami      | LCR Honda IDEMITSU                | Honda       | 13      | +29.568       | 23       |        |
| 19      | 42  | Álex Rins             | Monster Energy Yamaha MotoGP      | Yamaha      | 13      | +1:23.553     | 16       |        |
| Ret     | 41  | Aleix Espargaró       | Aprilia Racing                    | Aprilia     | 12      | Caída         | 5        |        |
| Ret     | 10  | Luca Marini           | Repsol Honda Team                 | Honda       | 4       | Fallo Técnico | 21       |        |
| Ret     | 32  | Lorenzo Savadori      | Aprilia Racing                    | Aprilia     | 4       | Caída         | 18       |        |
| Ret     | 93  | Marc Márquez          | Gresini Racing MotoGP             | Ducati      | 1       | Caída         | 7        |        |
| 1.      |     |                       |                                   |             |         |               |          |        |
| Fuente: |     |                       |                                   |             |         |               |          |        |

#### Carrera larga
| Pos.        | N.º | Piloto                | Equipo                            | Constructor | Vueltas | Tiempo    | Parrilla | Puntos |
| ----------- | --- | --------------------- | --------------------------------- | ----------- | ------- | --------- | -------- | ------ |
| 1           | 1   | Francesco Bagnaia     | Ducati Lenovo Team                | Ducati      | 26      | 40:07.214 | 1        | 25     |
| 2           | 89  | Jorge Martín          | Prima Pramac Racing               | Ducati      | 26      | +3.676    | 5        | 20     |
| 3           | 23  | Enea Bastianini       | Ducati Lenovo Team                | Ducati      | 26      | +7.073    | 10       | 16     |
| 4           | 49  | Fabio Di Giannantonio | Pertamina Enduro VR46 Racing Team | Ducati      | 26      | +8.299    | 4        | 13     |
| 5           | 12  | Maverick Viñales      | Aprilia Racing                    | Aprilia     | 26      | +8.258    | 2        | 11     |
| 6           | 33  | Brad Binder           | Red Bull KTM Factory Racing       | KTM         | 26      | +16.005   | 8        | 10     |
| 7           | 73  | Álex Márquez          | Gresini Racing MotoGP             | Ducati      | 26      | +21.095   | 3        | 9      |
| 8           | 25  | Raúl Fernández        | Trackhouse Racing MotoGP          | Aprilia     | 26      | +22.368   | 11       | 8      |
| 9           | 21  | Franco Morbidelli     | Prima Pramac Racing               | Ducati      | 26      | +23.413   | 7        | 7      |
| 10          | 93  | Marc Márquez          | Gresini Racing MotoGP             | Ducati      | 26      | +23.868   | 6        | 6      |
| 11          | 43  | Jack Miller           | Red Bull KTM Factory Racing       | KTM         | 26      | +24.004   | 13       | 5      |
| 12          | 20  | Fabio Quartararo      | Monster Energy Yamaha MotoGP      | Yamaha      | 26      | +24.057   | 12       | 4      |
| 13          | 5   | Johann Zarco          | LCR Honda Castrol                 | Honda       | 26      | +42.767   | 17       | 3      |
| 14          | 37  | Augusto Fernández     | Red Bull GasGas Tech3             | KTM         | 26      | +42.871   | 20       | 2      |
| 15          | 88  | Miguel Oliveira       | Trackhouse Racing MotoGP          | Aprilia     | 26      | +44.429   | 16       | 1      |
| 16          | 30  | Takaaki Nakagami      | LCR Honda IDEMITSU                | Honda       | 26      | +46.246   | 21       |        |
| 17          | 10  | Luca Marini           | Repsol Honda Team                 | Honda       | 26      | +1:10.937 | 19       |        |
| Ret         | 31  | Pedro Acosta          | Red Bull GasGas Tech3             | KTM         | 25      | Caída     | 9        |        |
| Ret         | 36  | Joan Mir              | Repsol Honda Team                 | Honda       | 6       | Caída     | 18       |        |
| Ret         | 72  | Marco Bezzecchi       | Pertamina Enduro VR46 Racing Team | Ducati      | 5       | Retirado  | 14       |        |
| Ret         | 42  | Álex Rins             | Monster Energy Yamaha MotoGP      | Yamaha      | 0       | Caída     | 15       |        |
| DNS         | 41  | Aleix Espargaró       | Aprilia Racing                    | Aprilia     |         | No empezó |          |        |
| DNS         | 32  | Lorenzo Savadori      | Aprilia Racing                    | Aprilia     |         | No empezó |          |        |
| 1. 2. 3. 4. |     |                       |                                   |             |         |           |          |        |
| Fuente:     |     |                       |                                   |             |         |           |          |        |

### Resultados Moto2
| Pos.    | N.º | Piloto                  | Constructor | Vueltas | Tiempo    | Parrilla | Puntos |
| ------- | --- | ----------------------- | ----------- | ------- | --------- | -------- | ------ |
| 1       | 79  | Ai Ogura                | Boscoscuro  | 22      | 35:27.293 | 2        | 25     |
| 2       | 54  | Fermín Aldeguer         | Boscoscuro  | 22      | +0.571    | 1        | 20     |
| 3       | 3   | Sergio García           | Boscoscuro  | 22      | +4.252    | 3        | 16     |
| 4       | 96  | Jake Dixon              | Kalex       | 22      | +8.985    | 9        | 13     |
| 5       | 35  | Somkiat Chantra         | Kalex       | 22      | +9.949    | 17       | 11     |
| 6       | 14  | Tony Arbolino           | Kalex       | 22      | +10.069   | 7        | 10     |
| 7       | 24  | Marcos Ramírez          | Kalex       | 22      | +12.488   | 12       | 9      |
| 8       | 21  | Alonso López            | Boscoscuro  | 22      | +12.592   | 5        | 8      |
| 9       | 18  | Manuel González         | Kalex       | 22      | +12.734   | 4        | 7      |
| 10      | 13  | Celestino Vietti        | Kalex       | 22      | +12.986   | 10       | 6      |
| 11      | 81  | Senna Agius             | Kalex       | 22      | +12.945   | 11       | 5      |
| 12      | 71  | Dennis Foggia           | Kalex       | 22      | +14.689   | 19       | 4      |
| 13      | 52  | Jeremy Alcoba           | Kalex       | 22      | +17.047   | 16       | 3      |
| 14      | 64  | Bo Bendsneyder          | Kalex       | 22      | +17.623   | 20       | 2      |
| 15      | 15  | Darryn Binder           | Kalex       | 22      | +23.003   | 15       | 1      |
| 16      | 10  | Diogo Moreira           | Kalex       | 22      | +23.522   | 8        |        |
| 17      | 7   | Barry Baltus            | Kalex       | 22      | +29.642   | 23       |        |
| 18      | 32  | Marcel Schrötter        | Kalex       | 22      | +33.235   | 22       |        |
| 19      | 28  | Izan Guevara            | Kalex       | 22      | +33.311   | 18       |        |
| 20      | 17  | Daniel Muñoz            | Kalex       | 22      | +42.661   | 21       |        |
| 21      | 11  | Álex Escrig             | Forward     | 22      | +50.523   | 28       |        |
| 22      | 34  | Mario Aji               | Kalex       | 22      | +52.031   | 25       |        |
| 23      | 43  | Xavier Artigas          | Forward     | 22      | +52.469   | 27       |        |
| 24      | 5   | Jaume Masià             | Kalex       | 22      | +52.531   | 26       |        |
| Ret     | 22  | Ayumu Sasaki            | Kalex       | 7       | Caída     | 24       |        |
| Ret     | 75  | Albert Arenas           | Kalex       | 5       | Caída     | 6        |        |
| Ret     | 44  | Arón Canet              | Kalex       | 5       | Caída     | 13       |        |
| Ret     | 84  | Zonta van den Goorbergh | Kalex       | 4       | Caída     | 14       |        |
| WD      | 20  | Xavier Cardelús         | Kalex       |         | No corrió |          |        |
| WD      | 16  | Joe Roberts             | Kalex       |         | No corrió |          |        |
| WD      | 12  | Filip Salač             | Kalex       |         | No corrió |          |        |
| 1. 2.   |     |                         |             |         |           |          |        |
| Fuente: |     |                         |             |         |           |          |        |

### Resultados Moto3
| Pos.    | N.º | Piloto             | Constructor | Vueltas | Tiempo    | Parrilla | Puntos |
| ------- | --- | ------------------ | ----------- | ------- | --------- | -------- | ------ |
| 1       | 48  | Iván Ortolá        | KTM         | 20      | 33:45.971 | 4        | 25     |
| 2       | 95  | Collin Veijer      | Husqvarna   | 20      | +0.012    | 3        | 20     |
| 3       | 64  | David Muñoz        | KTM         | 20      | +2.197    | 11       | 16     |
| 4       | 99  | José Antonio Rueda | KTM         | 20      | +2.430    | 7        | 13     |
| 5       | 80  | David Alonso       | CFMoto      | 20      | +2.460    | 13       | 11     |
| 6       | 58  | Luca Lunetta       | Honda       | 20      | +2.487    | 10       | 10     |
| 7       | 31  | Adrián Fernández   | Honda       | 20      | +2.531    | 8        | 9      |
| 8       | 36  | Ángel Piqueras     | Honda       | 20      | +2.689    | 1        | 8      |
| 9       | 82  | Stefano Nepa       | KTM         | 20      | +2.877    | 6        | 7      |
| 10      | 6   | Ryusei Yamanaka    | KTM         | 20      | +2.932    | 5        | 6      |
| 11      | 96  | Daniel Holgado     | Gas Gas     | 20      | +5.067    | 15       | 5      |
| 12      | 66  | Joel Kelso         | KTM         | 20      | +9.420    | 14       | 4      |
| 13      | 72  | Taiyo Furusato     | Honda       | 20      | +20.016   | 2        | 3      |
| 14      | 12  | Jacob Roulstone    | Gas Gas     | 20      | +27.868   | 20       | 2      |
| 15      | 78  | Joel Estaban       | CFMoto      | 20      | +27.940   | 9        | 1      |
| 16      | 10  | Nicola Carraro     | KTM         | 20      | +28.140   | 22       |        |
| 17      | 19  | Scott Ogden        | Honda       | 20      | +28.201   | 17       |        |
| 18      | 54  | Riccardo Rossi     | KTM         | 20      | +28.261   | 19       |        |
| 19      | 85  | Xabier Zurutuza    | KTM         | 20      | +31.102   | 21       |        |
| 20      | 5   | Tatchakorn Buasri  | Honda       | 20      | +32.446   | 26       |        |
| 21      | 18  | Matteo Bertelle    | Honda       | 20      | +33.731   | 16       |        |
| 22      | 7   | Filippo Farioli    | Honda       | 20      | +33.878   | 23       |        |
| 23      | 55  | Noah Dettwiler     | KTM         | 20      | +48.306   | 25       |        |
| 24      | 70  | Joshua Whatley     | Honda       | 20      | +52.844   | 24       |        |
| Ret     | 22  | David Almansa      | Honda       | 14      | Caída     | 18       |        |
| Ret     | 24  | Tatsuki Suzuki     | Husqvarna   | 2       | Caída     | 12       |        |
| Fuente: |     |                    |             |         |           |          |        |

### Resultados MotoE

#### Carrera 1
| Pos.    | N.º | Piloto             | vueltas | Tiempo        | Parrilla | Puntos |
| ------- | --- | ------------------ | ------- | ------------- | -------- | ------ |
| 1       | 4   | Héctor Garzó       | 7       | 11:48.283     | 2        | 25     |
| 2       | 99  | Óscar Gutiérrez    | 7       | +0.425        | 11       | 20     |
| 3       | 81  | Jordi Torres       | 7       | +1.101        | 4        | 16     |
| 4       | 77  | Miquel Pons        | 7       | +2.295        | 8        | 13     |
| 5       | 11  | Matteo Ferrari     | 7       | +3.219        | 13       | 11     |
| 6       | 55  | Massimo Roccoli    | 7       | +3.265        | 12       | 10     |
| 7       | 3   | Lukas Tulovic      | 7       | +5.456        | 7        | 9      |
| 8       | 72  | Alessio Finello    | 7       | +7.037        | 14       | 8      |
| 9       | 7   | Chaz Davies        | 7       | +7.460        | 15       | 7      |
| 10      | 34  | Kevin Manfredi     | 7       | +17.322       | 17       | 6      |
| 11      | 6   | María Herrera      | 7       | +23.164       | 16       | 5      |
| 12      | 80  | Armando Pontone    | 7       | +23.414       | 18       | 4      |
| 13      | 21  | Kevin Zannoni      | 7       | +1:36.595     | 3        | 3      |
| NC      | 9   | Andrea Mantovani   | 4       | +3 vueltas    | 10       |        |
| Ret     | 51  | Eric Granado       | 6       | Caída         | 6        |        |
| Ret     | 29  | Nicholas Spinelli  | 5       | Caída         | 5        |        |
| Ret     | 40  | Mattia Casadei     | 0       | Caída         | 9        |        |
| DSQ     | 61  | Alessandro Zaccone |         | Descalificado | 1        |        |
| 1. 2.   |     |                    |         |               |          |        |
| Fuente: |     |                    |         |               |          |        |

#### Carrera 2
| Pos.    | N.º | Piloto             | vueltas | Tiempo    | Parrilla | Puntos |
| ------- | --- | ------------------ | ------- | --------- | -------- | ------ |
| 1       | 61  | Alessandro Zaccone | 7       | 11:46.902 | 1        | 25     |
| 2       | 99  | Óscar Gutiérrez    | 7       | +1.909    | 11       | 20     |
| 3       | 4   | Héctor Garzó       | 7       | +2.113    | 2        | 16     |
| 4       | 3   | Lukas Tulovic      | 7       | +2.252    | 7        | 13     |
| 5       | 81  | Jordi Torres       | 7       | +2.642    | 4        | 11     |
| 6       | 77  | Miquel Pons        | 7       | +3.415    | 8        | 10     |
| 7       | 21  | Kevin Zannoni      | 7       | +3.083    | 3        | 9      |
| 8       | 40  | Mattia Casadei     | 7       | +3.566    | 9        | 8      |
| 9       | 11  | Matteo Ferrari     | 7       | +3.916    | 13       | 7      |
| 10      | 55  | Massimo Roccoli    | 7       | +5.105    | 12       | 6      |
| 11      | 72  | Alessio Finello    | 7       | +6.282    | 14       | 5      |
| 12      | 51  | Eric Granado       | 7       | +6.859    | 6        | 4      |
| 13      | 6   | María Herrera      | 7       | +9.004    | 16       | 3      |
| 14      | 9   | Andrea Mantovani   | 7       | +14.840   | 10       | 2      |
| 15      | 34  | Kevin Manfredi     | 7       | +16.602   | 17       | 1      |
| 16      | 80  | Armando Pontone    | 7       | +17.716   | 18       |        |
| Ret     | 7   | Chaz Davies        | 4       | Caída     | 15       |        |
| Ret     | 29  | Nicholas Spinelli  | 0       | Caída     | 5        |        |
| 1.      |     |                    |         |           |          |        |
| Fuente: |     |                    |         |           |          |        |